# Christiane Bärwald
Christiane Bärwald (* 2. September 1980 in Freiburg im Breisgau) ist eine deutsche Schauspielerin.

## Leben und Karriere
Bärwald nahm von 2005 bis 2008 privaten Schauspielunterricht und besuchte von 2010 bis 2016 Charisma Workshops Johannes Fabrick. 2016 besuchte sie die Meisner Technik Sebastian Gerold sowie von 2019 bis 2020 die Chubbuck Masterclass Jochen Schölch München.

## Filmographie (Auswahl)
- 2006: Last Exit
- 2006: Rosas Glück
- 2008: Kalte Nacht
- 2009: Buddy Holly
- 2010: Blaubeerblau
- 2012, 2016 und 2017: Sturm der Liebe (Fernsehserie, 13 Folgen)
- 2012: Pass gut auf ihn auf!
- 2013: CupBabes
- 2014: Magda
- 2014: Lerchenberg
- 2015: Twinfruit – Die Dose muss menschlich werden
- 2017: Die Rosenheim-Cops (Fernsehserie, Folge Der tote Bote)
- 2017: SOKO München (Fernsehserie, Folge Panik-Hotel)
- 2017: Hubert und Staller (Fernsehserie, Folge Steg mit Aussicht)
- 2017: Der Polizist und das Mädchen
- 2017: Frühling – Gute Väter, schlechte Väter
- 2018: Um Himmels Willen (Fernsehserie, Folge Aus die Maus)
- 2018: Wir sind doch Schwestern
- 2019: Zum Glück gibt’s Schreiner
- 2019: In aller Freundschaft – Die jungen Ärzte (Fernsehserie, Folge Zweisamkeit)
- 2019: Yolbe
- 2018: Morden im Norden (Fernsehserie, Folge Zwischen Leben und Tod)
- 2020: Eigenheim
- 2022: Wenn das fünfte Lichtlein brennt
- 2022: Die Glücksspieler
- 2022: Der Taunuskrimi: Muttertag (Filmreihe)
- 2023: Die Chefin
- 2023: In aller Freundschaft (Fernsehserie, Folge Zwischen allen Stühlen)
- 2023: Die Augenzeugen (Fernsehserie)
- 2024: München Mord: Die indische Methode (Fernsehreihe)
- 2025: Watzmann ermittelt (Fernsehserie, Folge Ellis Schützling)
- 2025: Marie fängt Feuer – Lokale Gewitter
- 2025: Niemand stirbt gern allein. Ein Krimi aus Passau